# Stazione di Le Piagge
1 Firenze Campo di Marte
2 Firenze Castello
3 Le Cure
4 Le Piagge
5 Firenze Rifredi
6 Firenze Rovezzano
7 Firenze San Marco Vecchio
8 Firenze Santa Maria Novella
9 Firenze Statuto
La stazione di Le Piagge (detta anche stazione delle Piagge) è una piccola fermata ferroviaria sopraelevata di Firenze, situata in via Lazio nel sobborgo di Brozzi all'interno del moderno quartiere delle Piagge, posta di fronte all'omonimo centro commerciale.

## Storia
La fermata delle Piagge è una delle nuove stazioni previste dall'accordo per il nodo fiorentino dell'Alta velocità ed è entrata in funzione alla fine di aprile 2004.
Dal 2008 ha fatto parte della relazione regionale che collegava Empoli alla Stazione di Firenze Porta al Prato, prima di essere dismessa nel 2022 in favore della nuova tratta con capolinea Firenze Castello. La linea ferroviaria verso Porta al Prato sarà riconvertita per diventare parte della rete tranviaria di Firenze, raggiungendo successivamente anche Campi Bisenzio.

## Caratteristiche
La stazione è sopraelevata rispetto al piano stradale ed è dotata di due binari passanti, con due banchine non coperte, collegati da un sottopassaggio. Il binario 1 è destinato ai treni in direzione Firenze, il binario 2 verso Empoli/Pisa.
Una biglietteria automatica è presente all'interno della stazione.

## Movimento
Il traffico ferroviario fa parte del sistema Memorario della Regione Toscana ed è costituito da treni a orario cadenzato diretti verso Firenze Santa Maria Novella ed Empoli. Dal 2022 la fermata è entrata a far parte del servizio ferroviario diretto istituito tra le stazioni di Firenze Castello ed Empoli.
Inoltre è compresa nel sistema integrato di trasporto dell'area metropolitana fiorentina per cui i biglietti e gli abbonamenti urbani di Autolinee Toscane  permettono di utilizzare tramvia e autobus urbani nonché di usufruire dei treni regionali nelle stazioni ferroviarie di Firenze, ovvero Firenze SMN, Firenze Rifredi, Firenze Statuto, Firenze Campo Marte, Le Piagge, Le Cure, Firenze Rovezzano, Firenze Castello e Firenze San Marco Vecchio.
Pertanto il bacino d'utenza è composto dai pendolari, in continua crescita nel corso degli anni, i quali usufruiscono di questa stazione la mattina e il pomeriggio per recarsi nel centro o tornare a casa, ma anche a viaggiatori diretti al vicino Centro commerciale Le Piagge, raggiungibile comodamente con il treno.
Nelle ore di supporto ai pendolari altresì fermano convogli da/per Pisa/Pontremoli, Livorno/Campiglia Marittima, Siena e Grosseto.

## Servizi
La stazione dispone di:
- Sottopassaggio
- Biglietteria Automatica
- Annuncio sonoro arrivo e partenza treni
- Accessibilità per persone con disabilità motoria
- Supermercato (a circa 30 metri)

## Interscambi
- Stazione ferroviaria
- Capolinea Autolinee Toscane
- Fermata autobus
- Parcheggio di scambio

## Galleria d'immagini

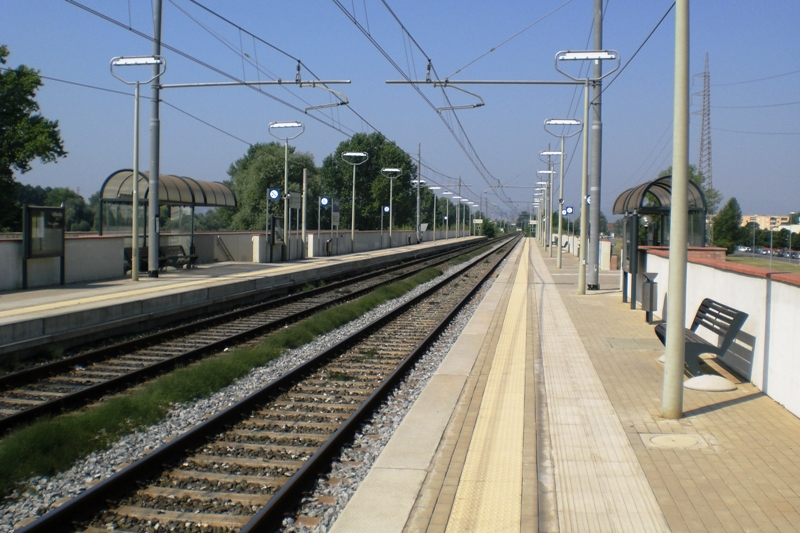
Vista dei binari lato Pisa
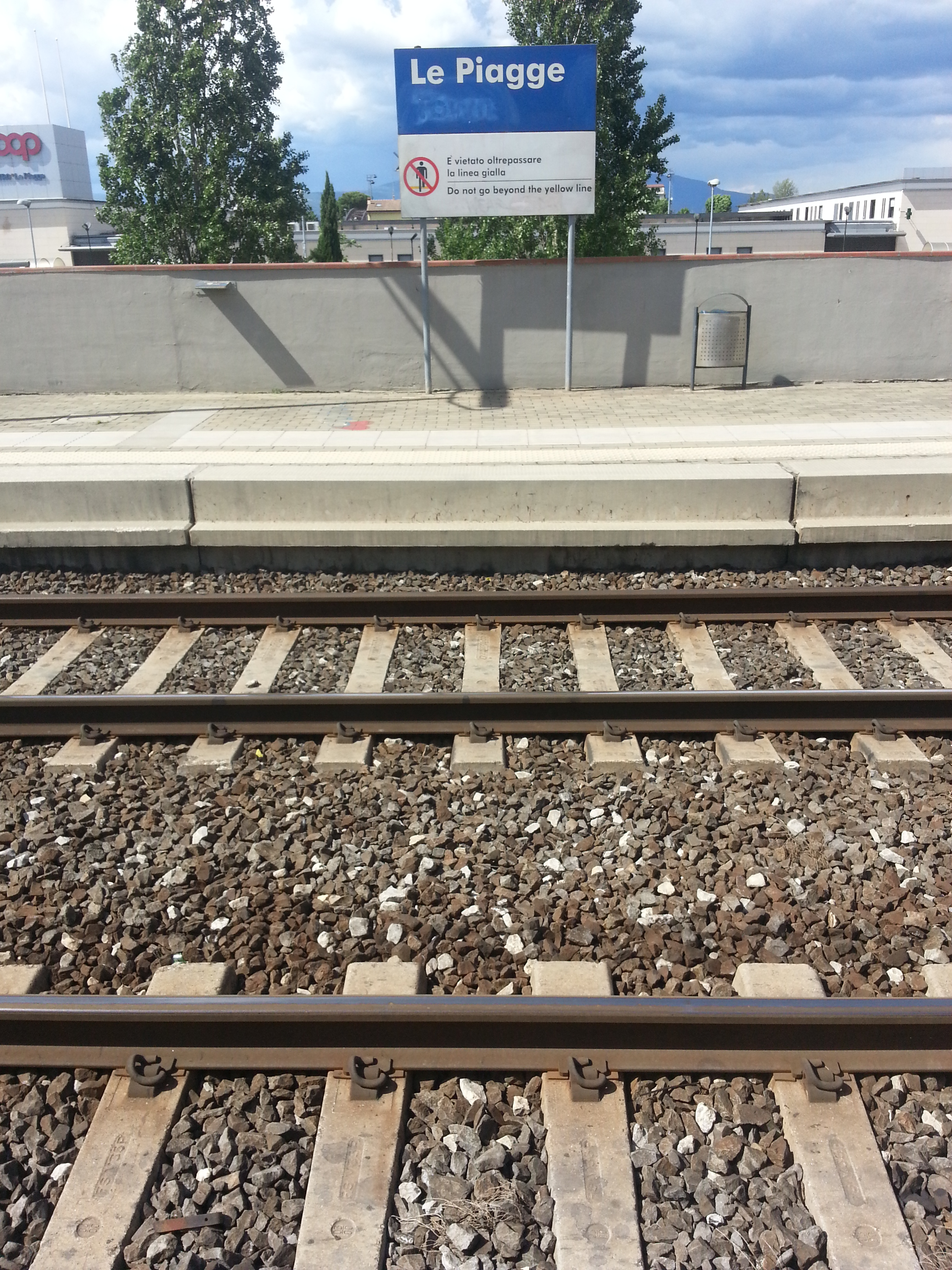
Stazione Le Piagge